# Честименско
Честименско е село в Североизточна България. То се намира в община Тервел, област Добрич.

## Население
Преброяване на населението през 2011 г.
Численост и дял на етническите групи според преброяването на населението през 2011 г.:
|                     | Численост | Дял (в %) |
| Общо                | 395       | 100,00    |
| Българи             | 129       | 32,65     |
| Турци               | 252       | 63,79     |
| Цигани              | 0         | 0,00      |
| Други               | 0         | 0,00      |
| Не се самоопределят | 3         | 0,75      |
| Неотговорили        | 11        | 2,78      |

## Културни и природни забележителности
Има голям паметник в центъра на селото.